# Iraj Afshar
Iraj Afshar lyssna (fil) (persiska ایرج افشار) född 8 oktober 1925 i Teheran, Persien, död 8 mars 2011 i Teheran, var en framstående iransk historiker, iranist, kulturteoretiker, författare och bibliograf. Han var medarbetare på Encyclopaedia Iranica vid Columbia University och professor emeritus vid Teherans universitet. 
Afshar har haft en viktig roll för iranistikens utveckling i Iran. Han var redaktör för flera välkända tidskrifter på området som Sokhan, Rahnama-ye Ketab, Farhang-e Iranzamin och Ayandeh. 
Iraj Afshar var son till Mahmud Afshar.